# Wilhelm Kries
Wilhelm Heinrich Rudolf Johannes Kries (* 21. September 1887 in Erfurt; † 20. September 1953 im sowjetischen Kriegsgefangenenlager 5110/48 Woikowo in Tschernzy, Oblast Iwanowo) war ein deutscher Tierarzt und Polizeioffizier, zuletzt Generalveterinär der Polizei.

## Laufbahn
Kries trat am 1. Oktober 1907 als Einjährig-Freiwilliger und Veterinäraspirant in das 1. Thüringische Feld-Artillerie-Regiment Nr. 19 ein. Nach der obligatorischen militärischen und tierärztlichen Ausbildung erhielt er seine Approbation als Tierarzt am 16. Oktober 1912. Er wurde am 18. April 1913 mit dem Dienstgrad Veterinär zur I. Abteilung des 1. Nassauischen Feldartillerie-Regiments Nr. 27 „Oranien“ versetzt. Am 17. März 1914 erfolgte seine Versetzung zur I. Abteilung im 3. Badischen Feldartillerie-Regiment Nr. 50, mit dem er im Ersten Weltkrieg in Frankreich kämpfte und in dem er am 5. Mai 1916 zum Oberveterinär befördert wurde.
Nach Kriegsende wurde er zunächst als Tierarzt in der Auslandsfleischbeschaustelle Mannheim eingesetzt, bis er am 1. April 1920 mit dem Charakter eines Stabsveterinärs aus der Vorläufigen Reichswehr verabschiedet wurde.
Daraufhin arbeitete er vom 7. April 1920 bis zum 23. Dezember 1922 als Gesellschaftstierarzt bei der Allgemeinen Deutschen Viehversicherungs Gesellschaft Berlin. Vom 1. Januar 1923 bis zum 31. März 1924 war er Polizeiveterinärrat bei der Schutzpolizei Tilsit, danach bis zum 31. März 1927 Polizeitierarzt bei der Schutzpolizei Stettin. Am 13. Juni 1925 wurde er zum Dr. med. vet. promoviert. Vom 1. April 1927 bis zum 31. Mai 1933 diente er als Polizeiveterinärrat im Polizeipräsidium Duisburg-Hamborn; dort trat er zum 1. Mai 1933 in die NSDAP ein (Mitgliedsnummer 2.034.515). Es folgte ein Wechsel in das Reichs- und Preußische Ministerium des Innern als Referatsleiter. 1935 wurde er zum Oberstveterinär der preußischen Landespolizei befördert. Von 30. Juni 1936 bis Dezember 1940 war er Leiter des Veterinäramtes im Kommandoamt des Hauptamts der Ordnungspolizei („OrPo“), danach Leiter der „Gruppe Veterinärwesen“ im OrPo-Kommandoamt. Am 1. September 1942 erhielt er den Character als Generalveterinär der Polizei, und am 1. Juli 1943 erfolgte die entsprechende Beförderung. Am 15. September 1943 wurde er zum Chef der neugebildeten „Inspektion Veterinärwesen“ („In Vet“) im Kommandoamt des OrPo-Hauptamts ernannt, dann am 1. Oktober 1944 in den Ruhestand versetzt.

## Gefangenschaft und Tod

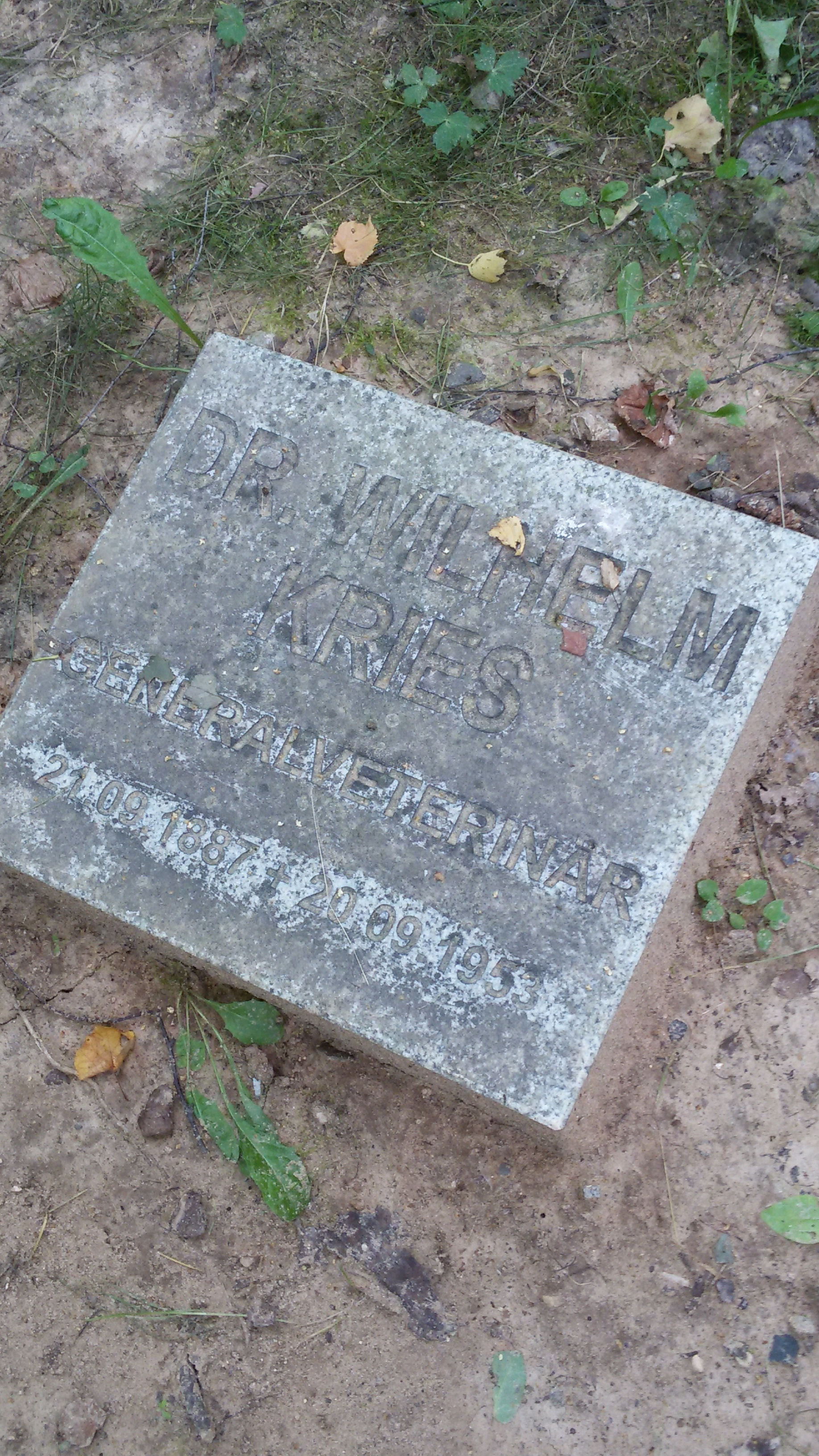
Grabplatte Wilhelm Kries in Tschernzy

Er wurde nach Kriegsende am 14. Juni 1945 von den sowjetischen Besatzungsbehörden verhaftet und im Kriegsgefangenenlager Nr. 27 Krasnogorsk interniert. Es folgten Verlegungen in die Lager Nr. 64/Morschansk, 349/Libau, 48/Woikowo und ins Butyrka-Gefängnis in Moskau, wo er am 29. Juni 1950 von einem Militärgericht wegen Kriegsverbrechen zu 25 Jahren Arbeitslager verurteilt wurde, wohl wegen zumindest mittelbarer Beteiligung an Kriegsverbrechen der Ordnungspolizei. Er starb am 20. September 1953 im Lager Woikowo, einem Generalslager in Tschernzy (etwa 25 Kilometer südwestlich der Stadt Iwanowo im Rajon Leschnewo, Oblast Iwanowo), laut offiziellen Angaben an Krebs. Sein Grab befindet sich auf dem kleinen Waldfriedhof im Lager Woikiwo verstorbener deutscher Offiziere bei Tschernzy.